# São Paulo da Floresta
São Paulo da Floresta was een Braziliaanse voetbalclub uit de stad São Paulo en is de voorloper van het huidige São Paulo FC.

## Geschiedenis

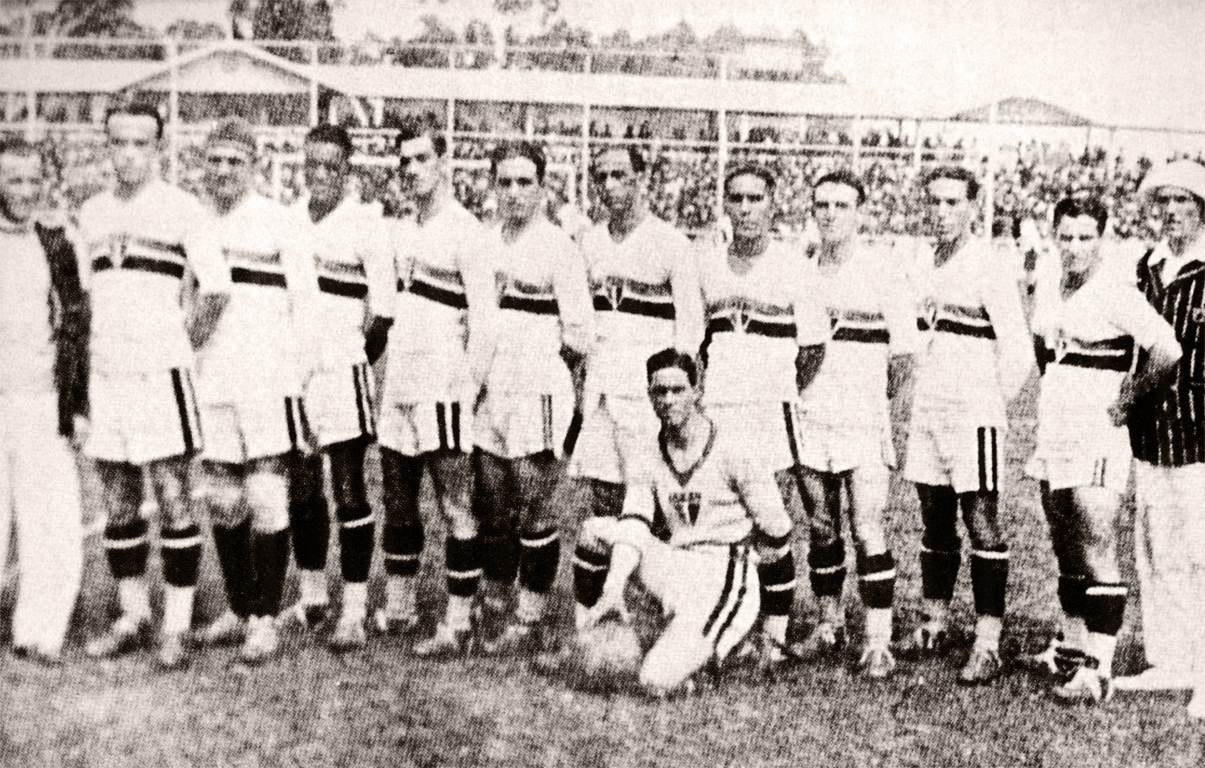
Kampioenenelftal 1931

De club werd opgericht op 25 januari 1930 door 60 voormalige leden van de voetbalclubs CA Paulistano en AA das Palmeiras. Paulistano werd opgericht in 1900 werd elf keer kampioen van São Paulo. Na de invoering van het profvoetbal stopte Paulistano moet voetbal. Bij de club speelden legendarische spelers zoals Arthur Friedenreich en Araken Patuska. AA Palmeiras werd in 1902 opgericht en werd drie keer staatskampioen. Aan het einde van 1929 wilde de club een profteam opzetten, maar dit mislukte. De zwart-witte clubkleuren van Palmeiras werden samengevoegd met de rood-witte van Paulistano.
Voormalig Paulistano-coach Rubens Salles werd trainer en de eerste wedstrijd werd op 16 maart 1930 gespeeld tegen CA Ypiranga. De fusieclub deed het meteen goed in de Campeonato Paulista en eindigde met vier punten achterstand op Corinthians op de tweede plaats. Het volgende seizoen werd de club zelfs kampioen en verloor slechts één wedstrijd van de 26. De volgende drie seizoenen werd de club telkens vicekampioen.
Onderlinge strubbelingen leidden tot financiële problemen. De club fuseerde met Clube de Regatas Tietê en de voetbalafdeling werd ontbonden op 14 mei 1935. Na de fusie richtten enkele leden op 4 juni 1935 CA São Paulo op dat op 16 december van dat jaar de naam São Paulo FC aannam.

## Erelijst
Campeonato Paulista
1931